# Marisela (cantante)
Marisela Esqueda (Los Ángeles; 24 de abril de 1966), conocida simplemente como Marisela; es una cantante, actriz y empresaria mexicoestadounidense. También es conocida como "La dama de hierro". 
Se dio a conocer a mediados de la década de los 80 y entre algunas de sus más famosas canciones están: "Mi problema", "Enamorada y herida", "Sin él", "Completamente tuya", "Sola con mi soledad", "El chico aquel", y "Tu dama de hierro", muy conocida en la década de los 80.
A lo largo de su carrera ha logrado vender más de 41 millones de discos.[cita requerida]  Es la única cantante en español en colocar todos los temas de un disco en el top 10 de la revista Billboard, en este caso el álbum debut de Marisela Sin él (1984).

## Biografía
A los seis años, comenzó su carrera artística tras protagonizar el show de TV estadounidense Villa Alegre junto a grandes estrellas estadounidenses como Carmen Zapata y Steve Franken, entre otros.[cita requerida]
Años después, comenzó a cantar en lugares nocturnos en su natal California acompañada de sus padres. Más tarde, en su adolescencia fue la vocalista del grupo encabezado por el compositor y cantante "Chalo" Campos, etapa en la cual Marisela interpreta la primera versión de "If you want to see me cry" en español llamada "Si quieres verme llorar". Más tarde, la cantante Lisa López, en su momento, realizó una versión de esta.
En 1984, y al cumplir la mayoría de edad, Marisela graba su primer álbum discográfico, Sin él, bajo la producción del músico, compositor, guitarrista y vocalista del grupo grupero Los Bukis en ese entonces, Marco Antonio Solís, quien además es el compositor de todas las canciones de aquel disco. Su voz juvenil y aterciopelada cautivó al público y ha contribuido a su fama, tanto como su sensualidad y su característico cabello rubio. Así, debutó en televisión como invitada en el programa mexicano Siempre en domingo, conducido por el recordado presentador de televisión mexicano Raúl Velasco. A esto, se les suman otros discos como Completamente tuya, Porque tengo ganas y el cuarto disco homónino Marisela. 
En 1988 participa en la exitosa película Salsa compartiendo créditos con Celia Cruz, de dicha película se desprendió un disco, en el cual Marisela participó con el tema I know. también con el tema My Puerto Rico colaborando con Bobby Caldwell, Michael Sembello & Wilkins, dicho disco gana un Grammy. La versión en inglés de Marisela "I know", alcanzó el número 1 en los Billboard Latin Songs.
La segunda etapa de su carrera es ya sin el apoyo lírico de Marco Antonio Solís. Es así como Marisela se cobija de diferentes compositores e incluso ella se aventura a escribir y grabar temas de su propia autoría.
Marisela es, sin duda, la reina por excelencia de los palenques después de grabar varios de sus éxitos en versión "banda" en los 90 y hasta la actualidad abarrota todos los palenques en donde se presenta.
En 2006 lanzó un nuevo material discográfico titulado Noches Eternas donde canta algunos de sus grandes éxitos en versión ranchera, también incluyó sus propias versiones de "Me gusta estar contigo" de Angélica María y "Fue tan poco tu cariño" de Rocío Dúrcal.
En 2008 regresa a la actuación con una participación protagónica en el filme estadounidense Bad Cop, compartiendo créditos con Damian Chapa y David Carradine, ambos grandes figuras de Hollywood.
En el año 2010 Marisela fue nominada en 3 categorías a los Premios Billboard de la Música Latina, siendo ganadora de 2 de ellos por su disco recopilación 20 éxitos inmortales.
En 2011, regresa a la música con nuevo material discográfico que lleva como título El marco de mis recuerdos.
En enero del año 2015 participa en el festival de Tierra Amarilla, transmitido por La Red de internet.
Durante su gira del 2016, después de visitar países de América latina y presentarse por toda la república mexicana, logra llegar por primera vez a ciudades como New York, Atlanta y otras. También es de las pocas estrellas latinas en presentarse en "The Wiltern" de Los Ángeles, California y ser de las pocas estrellas a nivel mundial en lograr que se agotaran las entradas en las primeras horas de anunciarse su presentación.
En 2017 continúa con su gira "La Dama de Hierro" por todo Estados Unidos, México y América Latina. en septiembre de ese mismo año celebra 35 años de su primer disco con un histórico concierto en Chile, en el cual logró que se agotaran las entradas en el Movistar Arena de Santiago.
En 2018, la cantante lanzo su libro biográfico, así como su perfume homogéneo y su nuevo disco. En este año regreso a la actuación con una serie estadounidense llamada "La mujer después de los 50".
A lo largo de su extensa trayectoria, ha colaborado con grandes estrellas como Joan Sebastian, Jenni Rivera, Paquita la del Barrio, Lucía Méndez, José José, Amanda Miguel, Alberto Vázquez, Julio Preciado, Roberto Tapia, Remmy Valenzuela,  Rocío Banquells, Laureano Brizuela y Celia Cruz; ha compartido escenario con los grupos The Doors, Pimpinela, Los Yonic's, Los Humildes, La Sonora Santanera, Los Temerarios y Los Ángeles Negros entre muchos otros; siendo los más recordados duetos en su carrera fueron las canciones «Mi amor por ti», con el salvadoreño Álvaro Torres; y «La pareja ideal», con el propio Marco Antonio Solís. 
Actualmente reside en Hollywood California. Alista su libro bibliográfico "Marisela" y está por lanzar un DVD celebrando sus 35 años de su primer álbum, así como espera lanzar su nuevo disco. 

## Vida personal
Más allá de su consolidada carrera como cantante, Marisela estuvo envuelta de una sola polémica; ya que fue vinculada por un supuesto romance con su propio productor, el cantautor y compositor mexicano Marco Antonio Solís, quien produjo su primer disco Sin él. Como su relación con él es profesional y se extendió al plano sentimental, siendo una de las parejas más recordadas de aquellos tiempos en el espéctaculo mexicano, mientras que él estuvo casado con la también cantante Beatriz Adriana. 
La modelo cubana y actual pareja de Marco Antonio, Cristy Salas, aclaró que no es una mujer celosa y respeta a los examores de su actual esposo.
En 1990 se casó con el cantante y trompetista, Juan Manuel Hernández, mejor conocido como Pedro Rey Jr. "El Torito", quien es padre de su hija, Marilyn Odessa Hernández. Lucha Villa, la Reina de la Canción Mexicana fue la madrina de honor.

## Marisela en la cultura popular
Marisela ha sido influencia en muchas artistas como Jenni Rivera, la cual en repentinas ocasiones mencionó que su artista favorita era Marisela. También Amaia Montero, (exvocalista de La Oreja de Van Gogh), Natalia Jiménez, Thalía y Selena en su momento mencionaron su admiración por Marisela. Por otro lado Lucero, Edith Márquez, María José, Aranza, Yuridia y otras más han realizado versiones en honor a Marisela.
Cabe mencionar que la primera canción que interpretó Shakira a un público fue la canción Sin él; posteriormente la misma Shakira mencionó que desde niña cantaba las canciones de Marisela.

## Actuación
Todas las actuaciones de Marisela han sido realizadas para el mercado estadounidense; cuenta con una serie de TV infantil y dos películas realizadas en Hollywood.
- Villa Alegre Show TV americano 1972-1977
- Salsa (película) -1988
- BAD COP -2009
- My life after fifty -2018

## Discografía

### Álbumes de estudio
- Dos Almas (2023)

1. La Basurita
2. Mejor Me Voy
3. Antes De Que Te Vayas
4. Moneda Sin Valor
5. Recordando A Mi Lucha
6. Me Caí De La Nube
7. Cuando Dos Almas
8. Gracias Porque Volviste
9. Si Acaso Vuelves
10. Tragos De Amargo Licor

- 35 Años de Canciones (CD+DVD) (lanzado el 24 de abril de 2019 en chile)

(CD)
Intro
1. Voy a ser feliz (Cortés, Xavier Santos)
2. Completamente tuya (Xavier Santos)
3. Sola con mi soledad (Aníbal Pastor)
4. Y sé que vas a llorar  (Carlos María)
5. Mix *A Escondidas *A Cambio de qué (Roberto Bellester /Xavier Santos)
6. Enamorada y herida (Xavier Santos)
7. Tu cárcel (Marco Antonio Solis)
8. Mi problema (Aníbal Pastor)
9. Si no te hubieras ido (Marco Antonio Solis)
10. Porque tengo ganas (Aníbal Pastor)
11. Sin él (Marco Antonio Solis)
12. Muriendo de amor (Xavier Santos)
13. Tu dama de hierro (Aníbal Pastor)
14. Ya lo pagarás (José Aguiñada)
15. Ya no  (Bárbara George)

--Bonus Track--
1. Voy a quedarme sola (pop)    (Gogo Muñoz)
2. A cambio de qué (Tropical)   (Xavier Santos)

(DVD)
Intro
1. Voy a ser feliz (Cortés. Xavier Santos)
2. Completamente tuya (Xavier Santos)
3. Sola con mi soledad (Aníbal Pastor)
4. Y sé que vas a llorar  (Carlos María)
5. Mix *A Escondidas *A Cambio de que (Roberto Bellester /Xavier Santos)
6. Enamorada y herida (Xavier Santos)
7. Tu cárcel (Marco Antonio Solis)
8. Mi problema (Aníbal Pastor)
9. Si no te hubieras ido (Marco Antonio Solis)
10. Porque tengo ganas (Aníbal Pastor)
11. Sin él (Marco Antonio Solis)
12. Muriendo de amor (Xavier Santos)
13. Tu dama de hierro (Aníbal Pastor)
14. Ya no  (Bárbara George)

- El Marco De Mis Recuerdos (lanzado el 2 de agosto de 2011 en iTunes)

1. Tu cárcel
2. Qué lástima
3. Tus mentiras
4. Este adiós
5. El peor de mis fracasos
6. Me volví a acordar de ti
7. Navidad sin ti
8. Tienes razón
9. Yo te necesito
10. Y ahora te vas
11. Dónde estás

(Todos los temas compuestos por Marco Antonio Solís)
- Noches eternas (2006)

1. Noches eternas (Felipe Valdez Leal)
2. Sola con mi soledad (Aníbal Pastor)
3. Ya no te vayas (Marco Antonio Solís)
4. Me gusta estar contigo (Juan Gabriel)
5. Completamente tuya (Xavier Santos)
6. Si no te hubieras ido (Marco Antonio Solís)
7. No me hablen de él (Marisela Esqueda)
8. Mi problema (Aníbal Pastor)
9. No puedo olvidarlo (Marco Antonio Solís)
10. Fue tan poco tu cariño (Juan Gabriel)
11. Sin él (Marco Antonio Solís)
12. Amor de los dos (Gilberto Parra)

- Éxitos con Banda (2002)

1. Ámame (Xavier Santos)
2. Adiós amor (Marisela Esqueda)
3. Loca (Willie Nelson)
4. Total (Ray Pardomo)
5. Me desperté llorando (Leo Dan)
6. Quizás mañana (Juan Gabriel)
7. Nunca olvidaré (Marisela Esqueda)
8. Piel canela (Bobby Capó)
9. Amor tan mío (Víctor Yuñez Castillo)
10. Ya lo pagarás (José Aguiñada)

- La otra (2002)

1. Voy a quitarme el anillo (Rafael Ferro /Roberto Livi)
2. La otra (Erica Ender/Alejandro Jaén)
3. Te amo (Roberto Livi/ Rudy Pérez)
4. El baúl de los recuerdos (Rafael Ferro /Roberto Livi)
5. Hasta que te olvide (Rafael Ferro /Roberto Livi)
6. Flechazo de cupido (R. Esparza)
7. Voy a comprar un CD (Roberto Livi/ Rudy Pérez)
8. No me vas a matar (Virginia Faiad/ Miguel O. Iacopetti/Luis Sarmiento)
9. No me lastima (Erica Ender/Alejandro Jaén)
10. El amor de mis amores (Juan Marcelo)
11. Y te voy a olvidar (Marco Flores)
12. El amor de mi vida (Gustavo Avigliano/ F. Schiantarelli)
13. Voy a quitarme el anillo (Banda) (Rafael Ferro /Roberto Livi)

- Historia de un amor - Boleros con trío (2000)

1. Total (Ray Pardomo)
2. Tus mentiras (Paublo Ibarra)
3. Piel canela (Bobby Capó)
4. Desvelo de amor (Rafael Hernández)
5. Historia de un amor (Carlos Almarán)
6. Tonto (Armando Manzanero)
7. Cenizas (Wello Rivas)
8. Tus promesas de amor (Miguel Amadeo)
9. ¿De qué presumes? (Homero Aguilar)
10. Ilusión perdida (D. A. R.)
11. Quizás, quizás, quizás (Joe Davis/ Osvaldo Farrés)
12. Somos diferentes (Ruiz/ Pablo Beltrán)

- En vivo Tu Dama de Hierro (1999)

1. Intro
2. Enamorada y herida (Xavier Santos)
3. Cariño mío, amigo mío (Aníbal Pastor)
4. Mi problema (Aníbal Pastor)
5. Completamente tuya/Sola con mi soledad/Si alguna vez (Xavier Santos/ Aníbal Pastor/ Roberto Bellester)
6. Tu dama de hierro (Aníbal Pastor)
7. Porque tengo ganas (Aníbal Pastor)
8. Y sé que vas a llorar (Carlos María)
9. Sin él (Marco Antonio Solís)
10. Vete con ella/Si no te hubieras ido/No puedo olvidarlo (Marco Antonio Solís)
11. El chico aquel (Marco Antonio Solís)
12. Un amor en el olvido (Víctor Franco)
13. Muriendo de amor (Xavier Santos)
14. Decídete (Marisela Esqueda)
15. Ya lo pagarás (José Aguiñada)
16. Y voy a ser feliz (Cortés, Xavier Santos)
17. Ya no (Bárbara George)

- Voz y sentimiento (1998)

1. Loca (Willie Nelson)
2. Ya lo pagarás (José Aguiñada)
3. Escríbeme (Marisela Esqueda)
4. Vuelve (Blanca Estela Zurita)
5. Vete con Dios (José Manuel Lozano)
6. Y a poco no (Blanca Estela Zurita)
7. Quizás mañana (Juan Gabriel)
8. Por tus mentiras (Ángel Castelo/ Lenin García)
9. Fácil es perdonar (E. Jr. Aguilar)
10. Decídete (Marisela Esqueda)
11. Crazy (Willie Nelson)

- Borrón y cuenta nueva (1996)

1. Un amor en el olvido (Víctor Franco)
2. Me olvidaré de ti (Adolfo Ángel Alba)
3. Borrón y cuenta nueva (Elizardo “Chalo” Campos)
4. Tú mi niña (Víctor Franco)
5. Debo contar hasta diez (Orlando Gimenez/ O. Jiménez/ C. Nilson/ Dario Valles)
6. ¿Qué pensabas? (Anselmo Solís)
7. Que manera tan estúpida de amar (Víctor Franco)
8. No vayas a volver jamás (Angel Castelo/ Gustavo Méndez)
9. No me vas a convencer (Lolita de la Colina)
10. Para nunca volver (Roberto Guardarrama)

- Adiós amor (1992)

1. Ámame (Cortés, Xavier Santos)
2. Adiós amor (Marisela Esqueda)
3. Me desperté llorando (Leo Dan)
4. Te devuelvo tu apellido (Eloy Monrouzeau)
5. Porque amo la música (Adrián Posse)
6. Nunca olvidaré (Marisela Esqueda)
7. Tonto corazón (Marisela Esqueda)
8. Amor tan mío (Víctor Yuñez Castillo)
9. Ven, acércate un poco (Tommy Boyce/ Wes Farrel/ Bobby Hart)
10. Si de mí te alejas (Kiko Campos/ Fernando Riba)

- Marisela con Banda Sinaloense (1990)

1. Ya no te vayas (Marco Antonio Solís)
2. Mi problema (Aníbal Pastor)
3. Completamente tuya (Xavier Santos)
4. Prefiero ir sola (Marco Antonio Solís)
5. Ahora no (Xavier Santos)
6. Siéntame, ámame, quiéreme (Xavier Santos)
7. Sola con mi soledad (Aníbal Pastor)
8. No puedo olvidarlo (Marco Antonio Solís)
9. Vete mejor (Marco Antonio Solís)
10. El chico aquel (Marco Antonio Solís)

- Hablemos claro (1990)

1. Y sé que vas a llorar (Carlos María)
2. Tú y yo (A. Martines. M. A. Valenzuela)
3. Cha-cha (Adele Bertei/ D. Bryant/ William Shelby)
4. Vete de mí (Anselmo Solís)
5. A partir de hoy (Álvaro Torres)
6. Ya te olvidé (Anselmo Solís)
7. Tu adeudo (Graciela Carballo/ Horacio Lanci)
8. En Cancún (Enrique Elizondo/ Paul Gordon/ Jay Gruska)
9. Hablemos claro (Aníbal Pastor)
10. Amor de compra y venta (Jorge Luis Borrego)

- Marisela (1989)

1. Amarte es genial (Graciela Carballo/Gilson/Joran)
2. Y voy a ser feliz (Cortés, Xavier Santos)
3. Yo no te quiero (Peter Bliss/ Graciela Carballo)
4. O me quieres o me dejas (Roberto Bellester)
5. Ámame un poco más (Cortés, Xavier Santos)
6. Para volver a empezar (Graciela Carballo/Horacio Lanzi)
7. Ya no puedo volver contigo (Anselmo Solís)
8. Ya no (Bárbara George)
9. Demasiado tarde (José Antonio Sosa)
10. Mi triste amiga (Cortés, Xavier Santos)

- Porque tengo ganas (1986)

1. Tu dama de hierro (Aníbal Pastor)
2. Porque tengo ganas (Aníbal Pastor)
3. Yo sé que tú (Roberto Bellester)
4. Quisiera detener el tiempo (Aníbal Pastor)
5. A escondidas (Roberto Bellester)
6. El fin de nuestro amor (Eusebio Cortés)
7. Hazme tuya (Álvaro Torres)
8. Arrepentida (Aníbal Pastor)
9. Quédate a mi lado (Aníbal Pastor)
10. Si alguna vez (Roberto Bellester)

- Completamente tuya (1985)

1. Siénteme, ámame, quiéreme (Cortés, Xavier Santos)
2. Así de fácil (Xavier Santos)
3. Ahora no (Xavier Santos)
4. Enamorada y herida (Xavier Santos)
5. Mi problema (Aníbal Pastor)
6. Completamente tuya (Xavier Santos)
7. Muriendo de amor (Xavier Santos)
8. Amigo mío, cariño mío (Aníbal Pastor)
9. Sola con mi soledad (Aníbal Pastor)
10. ¿A cambio de qué? (Xavier Santos)

- Sin él (1984)

1. Ya no te vayas (Marco Antonio Solís)
2. Vete mejor (Marco Antonio Solís)
3. No puedo olvidarlo (Marco Antonio Solís)
4. La pareja ideal (Marco Antonio Solís)
5. El chico aquel (Marco Antonio Solís)
6. Sin él (Marco Antonio Solís)
7. Si no te hubieras ido (Marco Antonio Solís)
8. Prefiero ir sola (Marco Antonio Solís)
9. Dios bendiga nuestro amor (Marco Antonio Solís)
10. Vete con ella (Marco Antonio Solís)

### Álbumes recopilatorios
- Lo básico de Marisela (2010 incluye 4CD´S)
- Las Número 1 (CD+DVD)
- Tesoros de colección (2007)
- Ellas cantan así (2003)
- Serie 2000 (2000)
- Serie Platino (1996)
- 20 éxitos inmortales
- 30 grandes éxitos
- Personalidad
- La mejor intérprete de Marco Antonio Solís
- 15 Éxitos Vol. 1
- 15 Éxitos Vol. 2